# اقتصاد غامبيا
يعتمد اقتصاد غامبيا بشكل كبير على الزراعة. غامبيا لا يوجد لديها معادن مهمة أو موارد طبيعية أخرى، ولها قاعدة زراعية محدودة. حوالي 75٪ من السكان يعتمدون على المحاصيل والثروة الحيوانية لكسب قوتهم. وينحصر النشاط الصناعي في تجهيز الفول السوداني والسمك، وجلود الحيوانات.

## التاريخ الاقتصادي
سجل نصيب الفرد من الناتج المحلي الإجمالي الحالي في غامبيا ذروة نمو بلغت 23.3٪ في السبعينيات. تباطأ النمو الاقتصادي بنسبة 8.30٪ في الثمانينيات و 5.20٪ أخرى في التسعينيات. وتشكل تجارة إعادة التصدير عادةً جزءًا رئيسيًا من النشاط الاقتصادي، لكن تخفيض قيمة الفرنك الأفريقي بنسبة 50٪ في يناير 1994 جعل السلع السنغالية أكثر قدرة على المنافسة وأضر بتجارة إعادة التصدير. واستفادت غامبيا من انتعاش السياحة بعد تراجعها ردا على استيلاء الجيش على السلطة في يوليو 1994.
هذا مخطط لاتجاه الناتج المحلي الإجمالي لغامبيا بأسعار السوق المقدرة من قبل صندوق النقد الدولي،  مع أرقام بالدالاسي.
| عام  | إجمالي الناتج المحلي | سعر صرف الدولار | مؤشر التضخم (2000 = 100) |
| ---- | -------------------- | --------------- | ------------------------ |
| 1980 | 435                  | 1.71 دالاسي     | 13                       |
| 1985 | 782                  | 4.09 دالاسي     | 25                       |
| 1990 | 2,367                | 8.13 دالاسي     | 65                       |
| 1995 | 3,617                | 9.49 دالاسي     | 90                       |
| 2000 | 5,382                | 12.78 دالاسي    | 100                      |
| 2005 | 13,174               | 28.70 دالاسي    | 158                      |

## القطاعات الاقتصادية

### الزراعة
تمثل الزراعة 23٪ من الناتج المحلي الإجمالي ويعمل بها 75٪ من القوة العاملة. ويمثل إنتاج الفول السوداني 5.3٪ من الناتج المحلي الإجمالي، والمحاصيل الأخرى 8.3٪، والثروة الحيوانية 4.4٪، وصيد الأسماك 1.8٪، والغابات 0.5٪.

### الصناعة
تمثل الصناعة 12٪ من الناتج المحلي الإجمالي. ويمثل 6 ٪ من الناتج المحلي الإجمالي. وتعتمد الكمية المحدودة من التصنيع بشكل أساسي على الزراعة (على سبيل المثال، معالجة الفول السوداني، والمدبغة). تشمل أنشطة الأخرى تصنيع الصابون والمشروبات الغازية والملابس. وتمثل الخدمات 19٪ من الناتج المحلي الإجمالي.

### السياحة
بدأت السياحة في غامبيا عندما وصل 300 سائح سويدي في عام 1965.  وزاد عدد الزوار من 300 سائح في عام 1965 إلى 25000 سائح في عام 1976. واستمر عدد السياح في الارتفاع على مر السنين. وأشهر مكان سياحي في غامبيا هي مدينة بانجول.

### الطاقة
يوجد في غامبيا عدد قليل جدًا من الرواسب المعدنية المستغلة. وتم منح المستثمرين الأجانب تراخيص لاستكشاف المناطق البحرية لاحتياطيات النفط والغاز الطبيعي المحتملة، لكن هذه الإجراءات لم تسفر عن أي إنتاج بعد. ويمتلك نهر غامبيا إمكانات لتوليد الطاقة الكهرومائي ، ولكن لا توجد سدود على النهر. ويتم استيراد النفط لتلبية احتياجات الطاقة في البلاد. تقتصر الكهرباء على أجزاء من بانجول وعدد قليل من البلدات الداخلية.

## التجارة
في السنة المالية 1999 ، كانت المملكة المتحدة ودول الاتحاد الأوروبي الأخرى هي أسواق التصدير الرئيسية لغامبيا، حيث شكلت 86٪ من إجمالي الصادرات. تلتها آسيا بنسبة 14٪ من الصادرات، ثم إفريقيا بنسبة 8٪ من الصادرات.
وكانت المملكة المتحدة ودول الاتحاد الأوروبي الأخرى المصدر الرئيسي للواردات، حيث شكلت 60٪ من إجمالي الواردات تلتها آسيا بنسبة 23٪ ، والدول الأفريقية بنسبة 17٪.. وتعيد غامبيا تصدير 11٪ من صادراتها إلى الولايات المتحدة و 14.6٪ من وارداتها تأتي من الولايات المتحدة.

## مزيد من القراءة
- Sternfeldt, Ann-Britt. (2000). The Good Tourist in the Gambia: Travelguide for Conscious Tourists. Translated from Swedish by Rolli Fölsch. TheGoodTourist. Sexdrega, Sweden. ISBN 91-974010-4-8.